# La Florida (Tucumán)
La Florida (o La Florida y Luisiana) è un comune rurale dell'Argentina, appartenente alla provincia di Tucumán, nel dipartimento di Cruz Alta. Essa fa parte del conglomerato urbano della Gran San Miguel de Tucumán.
In base al censimento del 2001, la città contava 7.737 abitanti, con un incremento del 15,08% rispetto al censimento precedente (1991).